# Proconsul major
A Proconsul major egy kihalt főemlős faj, a Proconsul nembe tartozott. Az Afropithecus őse lehetett. Emberszabásúakra hasonlító jellemzői voltak. A kora miocénben élt, és körülbelül gorilla méretű volt. Afrikában élt, fogai alapján gyümölcsevő volt. Fogképlete 2: 1: 2: 3 az alsó és a felső állkapocsnál is. Átlagosan 50 kg tömegű volt. A hímek szemfoga nagyobb volt mint a nőstényeké.